# 米歇尔·皮尔逊
米歇尔·皮尔逊（英語：Michelle Pearson，1962年4月22日—），澳大利亚女子游泳运动员。她曾代表澳大利亚参加1980年和1984年夏季奥林匹克运动会游泳比赛，其中1984年奥运会获得一枚铜牌。